# Isla Beechey
La isla de Beechey (en inglés, Beechey Island) es una pequeña isla situada en el archipiélago ártico canadiense, muy cerca de la costa occidental de isla Devon. Administrativamente pertenece al territorio autónomo de Nunavut, Canadá.

## Geografía
La isla de Beechey es una isla muy pequeña situada a unos 2 km de la costa occidental de isla Devon, y a la que une en marea baja un pequeño istmo. Cierra por su parte oeste la pequeña bahía del Erebus, un fondeadero que la convierten en un excelente puerto natural, abrigada de las corrientes y vientos del oeste y del norte. Tiene una longitud de tan solo 2,5 km y una anchura de 2,1 km, siendo un pequeño promontorio de unos 198 m de altura. 
La isla está en la ribera septentrional del Lancaster Sound, señalando el inicio del canal de Wellington.

## Historia

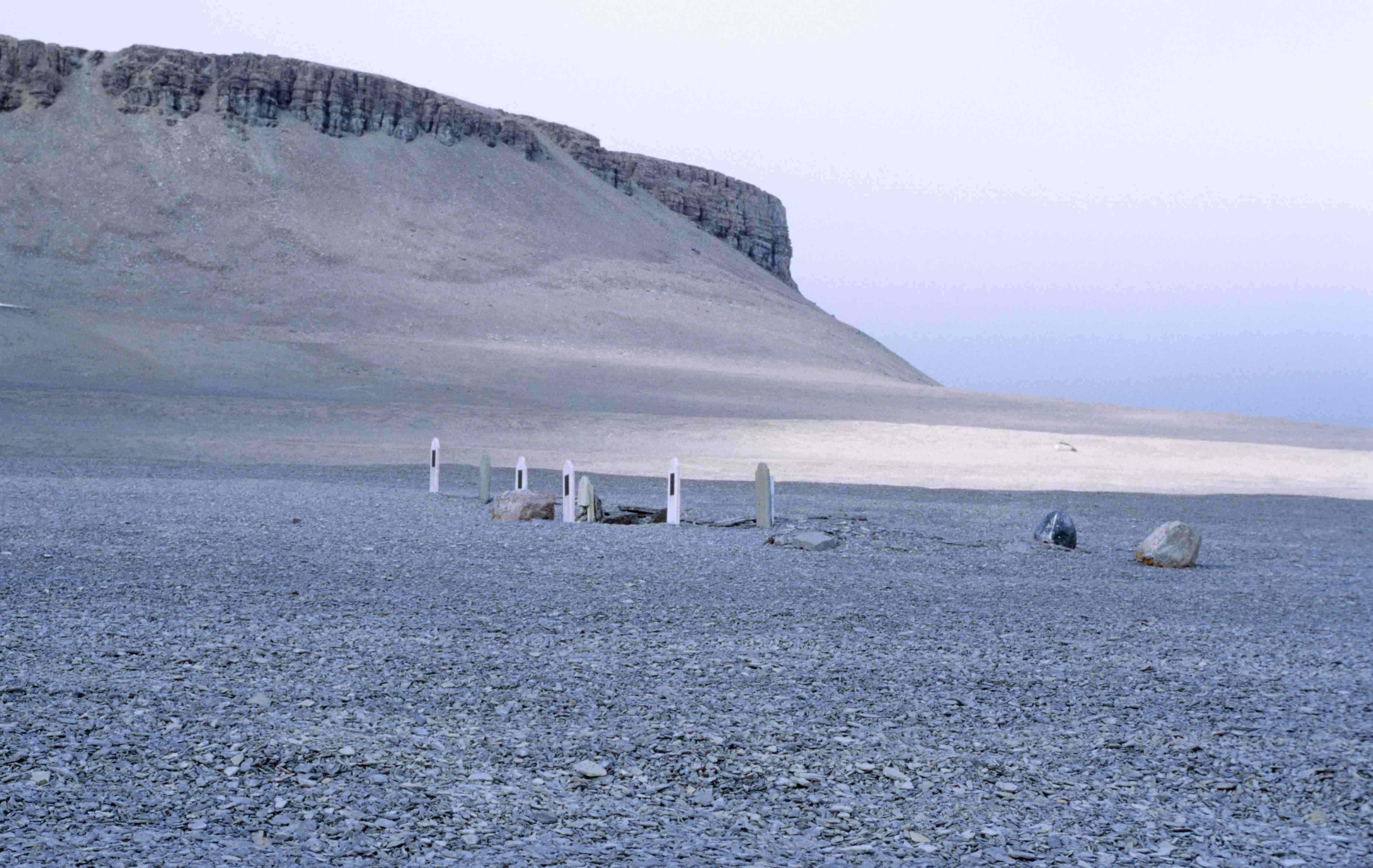
Isla Beechey. Tumbas de tres de los miembros de la expedición perdida de Franklin.

La isla fue descubierta en 1819 por la expedición de William Edward Parry y fue nombrada en honor del entonces teniente Frederick William Beechey (1796-1856), segundo de Parry en el barco HMS Hecla.
La isla es el sitio de varios eventos muy importantes en la historia de la exploración del Ártico. En 1845, el explorador británico sir John Franklin, al mando de una nueva expedición de búsqueda del paso del Noroeste, con los barcos HMS Erebus y HMS Terror, eligió el puerto protegido de isla Beechey para su primer campamento de invierno. Esa expedición desapareció y las expediciones de rescate enviadas localizaron en 1851 ese campamento de invierno. Encontraron un gran túmulo de piedra, junto a las tumbas de tres miembros de la tripulación de Franklin —el suboficial John Torrington, William Braine, y John Hartnell— pero no encontraron constancia escrita o una indicación de hacia donde tenía previsto navegar Franklin la próxima temporada. 
El 18 de agosto de 1853, Joseph René Bellot un oficial de la marina francesa, que participaba en las nuevas búsquedas de Franklin, se ahogó en el estrecho de Barrow, a poca distancia de la isla. Un memorial en piedra en honor suyo fue erigido en la isla de Beechey.
En la década de 1980, el antropólogo forense canadiense Owen Beattie exhumó los tres cuerpos, encontrándolos (externamente) notablemente bien conservados. Las autopsias determinaron que las causas más probables de muerte habrían sido una afección pulmonar o el envenenamiento por plomo (el plomo provendría del sellado de los miles de latas de aprovisionamiento que llevaba la expedición de Franklin). 
En 1979, el gobierno de los Territorios del Noroeste declaró isla Beechey como "sitio de importancia histórica territorial" ("site of territorial historical significance"). Desde 1999, isla Beechey forma parte del entonces creado territorio autónomo canadiense de Nunavut.